# Malinová (Tschechien)
Malinová (deutsch Beerenheid) ist eine Gemeinde in Tschechien. Sie liegt acht Kilometer südwestlich von Rakovník im Rakonitzer Hügelland und gehört zum Okres Rakovník.

## Geographie
Das Dorf befindet sich im Quellgebiet des Malinovský potok. Südlich liegt der Teich Polský rybník.
Nachbarorte sind Příčina im Norden, Žďáry im Nordosten, Hvozd im Osten, Panoší Újezd im Südosten, Nová Ves, Rousínov und Zhoř im Süden, Krakov im Südwesten sowie Zavidov und Petrovice im Nordwesten.

## Geschichte
Die erste urkundliche Erwähnung des Dorfes stammt von 1585. 1850 lebten in dem Dorf 212 Menschen und 1869 waren es 231 in 34 Häusern.
Seit dem Ende des 19. Jahrhunderts setzte ein Bevölkerungsrückgang ein. Die Bewohner lebten von der Landwirtschaft.
1930 hatte Malinová nur noch 182 Einwohner, und in der zweiten Hälfte des 20. Jahrhunderts halbierte sich durch die Landflucht die Zahl der Bewohner. 1932 wurde ein Denkmal für die Gefallenen des Ersten Weltkrieges eingeweiht. 1980 wurde das Dorf nach Panoší Újezd eingemeindet, und seit 1990 ist es wieder selbständig.
Heute besteht Malinová aus 38 Wohnhäusern.